# 夢道鵬幸成
夢道鵬 幸成（むどうほう こうせい、2001年9月18日 - ）は、東京都江東区出身で、大嶽部屋所属の現役大相撲力士。本名は納谷 幸成（なや こうせい）。身長186.0cm、体重143.1kg、血液型はAB型。最高位は西十両14枚目（2025年5月場所）。
父は元関脇の貴闘力忠茂、祖父は第48代横綱の大鵬幸喜。長兄はプロレスラーの納谷幸男。次兄は同部屋の納谷幸林。三兄は同部屋の王鵬幸之介。従兄は元大相撲力士の若闘力駿磁。曽祖父はマルキャン・ボリシコ。

## 来歴
父親は元関脇・貴闘力（2001年当時は現役幕内力士）、母親は第48代横綱・大鵬（当時、大鵬親方。大鵬部屋師匠）の三女で、男4兄弟の末っ子で四男として生まれた。5歳の時から地元の江東青龍館で相撲を始め、中央区立有馬小学校6年次に全日本小学生相撲優勝大会に出場。中学校からは埼玉県に相撲留学し、さいたま市立大宮西中学校3年次に全国都道府県中学生相撲選手権大会に出場。中学校卒業後は3人の兄と同じく埼玉栄高校に進学したが、3年時の全国高等学校総合体育大会相撲競技大会ベスト32以外には目立った実績は残せなかった。
栄高校相撲部の山田道紀監督からは大学進学を勧められたが「小さい頃からプロに行くのが夢だった」として、先に入門していた三兄の幸之介と同じ大嶽部屋に入門した。
高校卒業を待たずに2019年11月場所で初土俵。初土俵同期生は出羽ノ龍と二本栁の2人。幸之介が本名の「納谷」を先に名乗っており、同じ名前を名乗ることが出来ないため、大鵬の好きな字だった「夢」、高校の監督の名前から「道」、大鵬の四股名から「鵬」を合わせた「夢道鵬」の四股名を初土俵時から名乗っている。初めて番付に名前の載った2020年1月場所は、6連勝スタートとしたが最後の相撲で同期生の二本栁に敗れて序ノ口優勝を逃した。翌3月場所は序二段に上がり、出羽ノ龍に敗れたが6勝1敗。続く5月場所は三段目で7戦全勝としたが、優勝決定戦で深井に敗れて三段目優勝を逃した。新幕下の9月場所も勝ち越したが、翌11月場所で入門以来初めての負け越しを経験した。その後もしばらくは幕下の番付を維持していたが、2022年3月場所、東幕下33枚目で7戦全敗を喫し、5月場所で三段目に陥落。翌7月場所で幕下に復帰するも、1番目の相撲で右肩を痛めて2番相撲から途中休場となり、続く9月場所で再び三段目に陥落した。同場所で5勝2敗と勝ち越し、11月場所で再び幕下復帰。2023年5月場所3日目の2番相撲では「2番後取り直し」の末に寄り倒しで白星、同場所から3場所連続で勝ち越し、11月場所で自己最高位の東幕下13枚目となるも2勝5敗と負け越し。続く2024年1月場所で5勝2敗とし、3月場所で自己最高位を更新する西幕下12枚目となるが、同場所から3場所連続負け越し。9月場所で5勝2敗と4場所ぶりに勝ち越した後、11月場所で負け越し、東幕下44枚目で迎えた2025年1月場所で全勝し初の幕下優勝。3月場所で自己最高位を更新する西幕下3枚目に番付を上げ4勝3敗。同月26日の番付編成会議で、翌5月場所での新十両昇進が決定した。しかし新十両の5月場所は5勝10敗の大敗に終わったため1場所で関取の座を手放し、幕下からの出直しとなった7月場所も3勝4敗と負け越した。

## 主な成績
2025年7月場所終了現在

### 通算成績
- 通算成績：129勝105敗5休（34場所）

### 各段優勝
- 幕下優勝：1回（2025年1月場所）

### 場所別成績
| | 一月場所 初場所（東京） | 三月場所 春場所（大阪） | 五月場所 夏場所（東京） | 七月場所 名古屋場所（愛知） | 九月場所 秋場所（東京） | 十一月場所 九州場所（福岡） |
| --- | ----------------------- | ----------------------- | ----------------------- | --------------------------- | ----------------------- | --------------------------- |
| 2019年 （平成31年 /令和元年） | x                       | x                       | x                       | x                           | x                       | （前相撲）                  |
| 2020年 （令和2年） | 東序ノ口27枚目 6–1      | 東序二段50枚目 6–1      | 感染症拡大 により中止   | 西三段目84枚目 7–0          | 東幕下55枚目 5–2        | 東幕下32枚目 3–4            |
| 2021年 （令和3年） | 西幕下43枚目 5–2        | 東幕下27枚目 4–3        | 東幕下20枚目 3–4        | 東幕下29枚目 3–4            | 西幕下36枚目 4–3        | 西幕下27枚目 2–5            |
| 2022年 （令和4年） | 東幕下44枚目 4–3        | 東幕下33枚目 0–7        | 西三段目7枚目 5–2       | 東幕下44枚目 0–2–5          | 西三段目22枚目 5–2      | 東幕下59枚目 5–2            |
| 2023年 （令和5年） | 東幕下35枚目 5–2        | 東幕下22枚目 2–5        | 西幕下38枚目 5–2        | 東幕下26枚目 5–2            | 西幕下15枚目 4–3        | 東幕下13枚目 2–5            |
| 2024年 （令和6年） | 西幕下25枚目 5–2        | 西幕下12枚目 3–4        | 東幕下17枚目 3–4        | 西幕下24枚目 2–5            | 西幕下42枚目 5–2        | 西幕下24枚目 2–5            |
| 2025年 （令和7年） | 東幕下44枚目 優勝 7–0   | 西幕下3枚目 4–3         | 西十両14枚目 5–10       | 西幕下2枚目 3–4             | x                       | x                           |
| 各欄の数字は、「勝ち-負け-休場」を示す。 優勝 引退 休場 十両 幕下 三賞：敢=敢闘賞、殊=殊勲賞、技=技能賞 その他：★=金星 番付階級：幕内 - 十両 - 幕下 - 三段目 - 序二段 - 序ノ口 幕内序列：横綱 - 大関 - 関脇 - 小結 - 前頭（「#数字」は各位内の序列） |                         |                         |                         |                             |                         |                             |

## 改名歴
- 夢道鵬 幸成（むどうほう こうせい）2019年11月場所 -